# Joniškis
Joniškis anhörenⓘ (polnisch Janiszki, deutsch Jonischken) ist eine Stadt und Sitz der gleichnamigen Rajongemeinde im Norden Litauens. Der Amtsbezirk Joniškis innerhalb der Gemeinde umfasst neben der Stadt mit 10.823 Einwohnern weitere Orte mit zusammen über 1000 Einwohnern.
Insgesamt wohnen in der Gemeinde 30.418 Menschen.

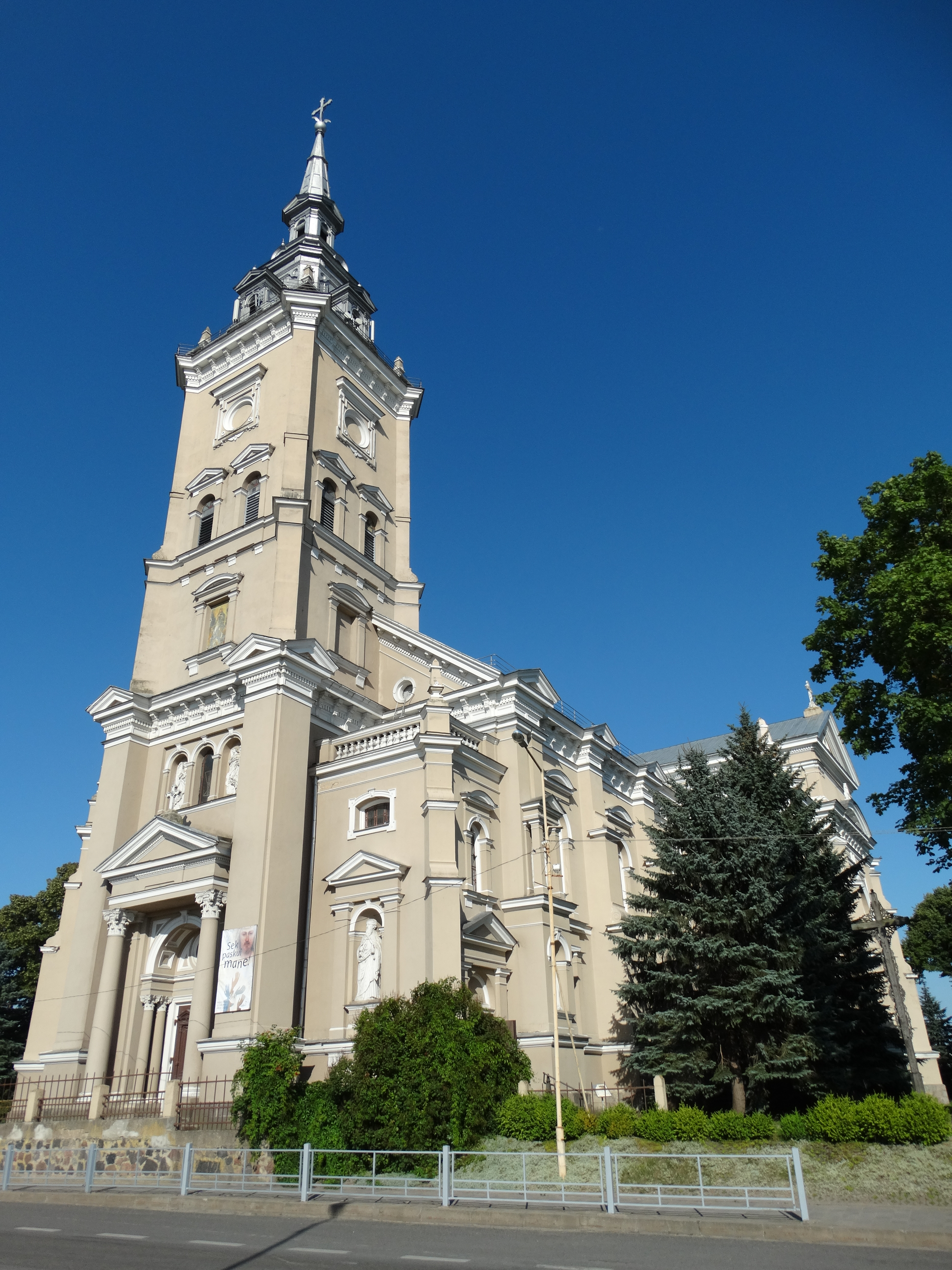
Kirche Mariä Himmelfahrt in Joniškis

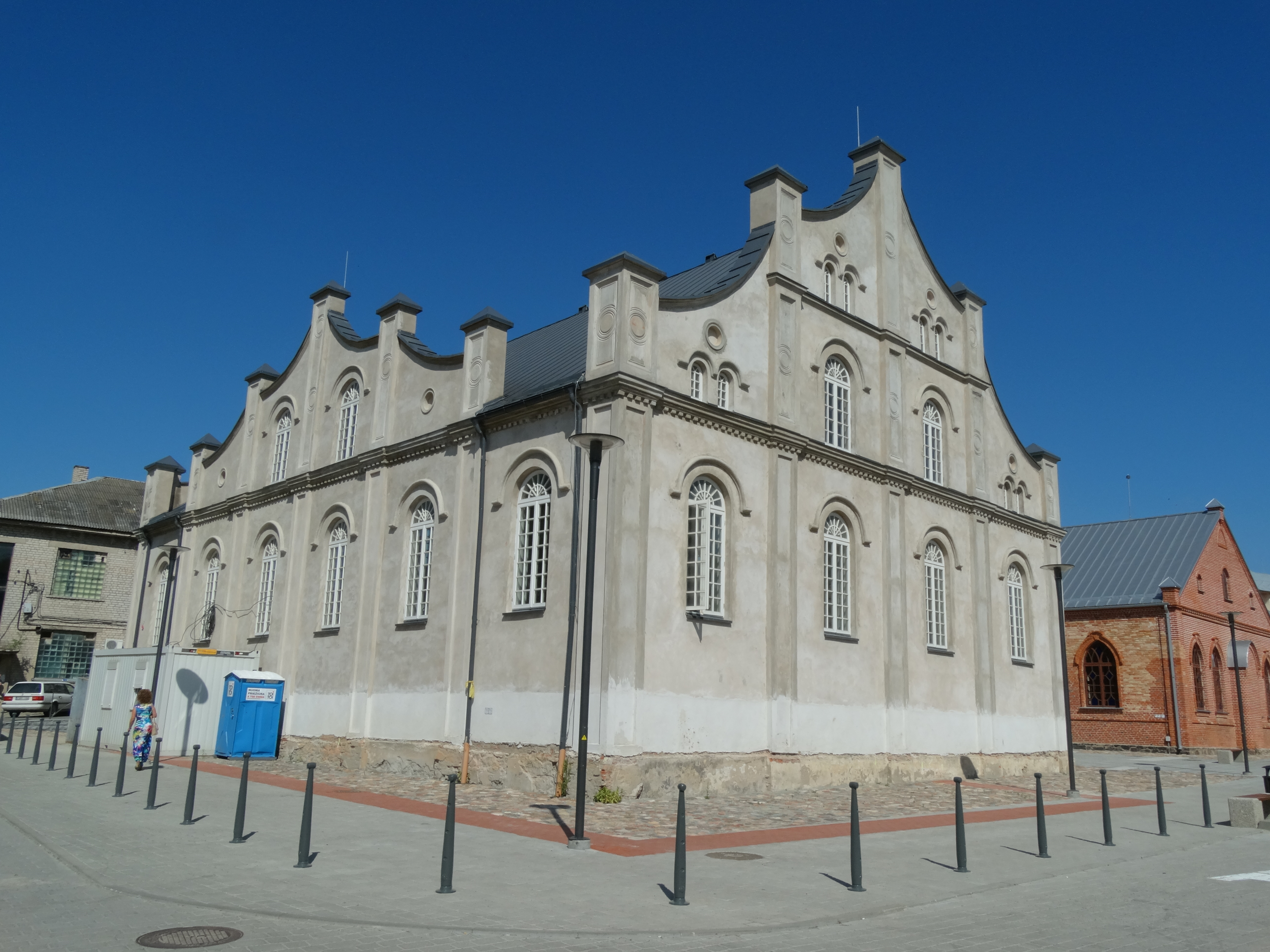
Weiße Synagoge

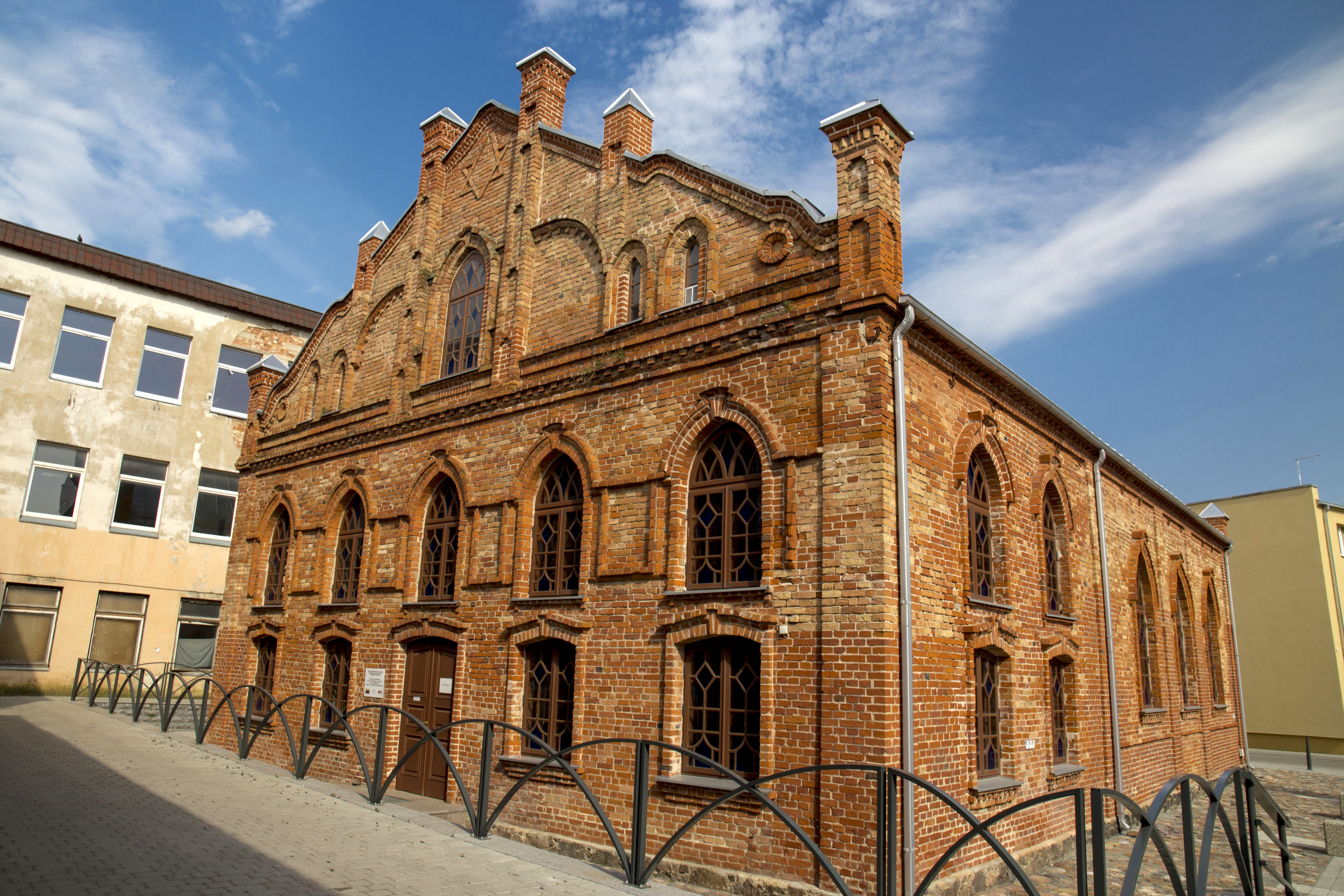
Rote Synagoge

## Stadt
Die Stadt liegt nur wenige Kilometer von der lettischen Grenze entfernt an der Bahnlinie und Fernverkehrsstraße Šiauliai-Riga. Seit 2005 ist die Ortsumgehung fertiggestellt, so dass der (geringe) Transitverkehr nach Lettland die Stadt nicht mehr durchquert.
Der Ort wurde erstmals 1523 erwähnt und erhielt 1616 Stadtrecht.
Der Film- und Bühnenschauspieler Laurence Harvey (1928–1973) wurde hier geboren.
Seit dem 10. November 2000 besteht eine Städtepartnerschaft mit der Stadt Sulingen in Deutschland.
Joniškis war einer der Bewerber um den Titel der Kulturhauptstadt Litauens 2015.

## Sehenswürdigkeiten
- Katholische Kirche Mariä Himmelfahrt, erbaut 1895 bis 1901
- Weiße Synagoge, erbaut 1823
- Rote Synagoge, erbaut 1865

## Rajongemeinde
Die Rajongemeinde Joniškis umfasst die beiden Städte Joniškis und Žagarė (2312 Einw.), die beiden Städtchen (miesteliai) Kriukai (602 Einw.) und Skaistgirys (964 Einw.), sowie 290 Dörfer zwischen unter 10 und über 500 Einwohnern.

## Persönlichkeiten
- Moses Kottler (1896–1977), südafrikanischer Bildhauer, Maler und Zeichner
- Laurence Harvey (1928–1973), litauisch-britischer Schauspieler
- Kęstutis Lipeika (* 1938), Jurist und Rechtsanwalt
- Vidmantas Kapučinskas (* 1951), Musiker, Dirigent und Politiker
- Liudas Jonaitis (* 1954), Politiker und Seimas-Mitglied
- Genadijus Mikšys (* 1956), Politiker
- Rūta Bilkštytė (* 1961), Steuerberaterin und Politikerin, Vizeministerin, stellvertretende Finanzministerin Litauens
- Gediminas Čepulis (* 1963), Politiker
- Žilvinas Gaubys (* 1975), Brigadegeneral
- Andrius Šležas (* 1975), Basketballspieler und -trainer
- Benas Veikalas (1983), Basketballspieler